# كانتربوري (نيوهامشير)
كانتربوري (بالإنجليزية: Canterbury, New Hampshire)‏ هي بلدة أمريكية تقع في الولايات المتحدة في مقاطعة ميريماك. يقدر عدد سكانها بـ 2,352 نسمة ومساحتها 115.0 كم2 ووترتفع عن سطح البحر 183 متر.

## معرض صور

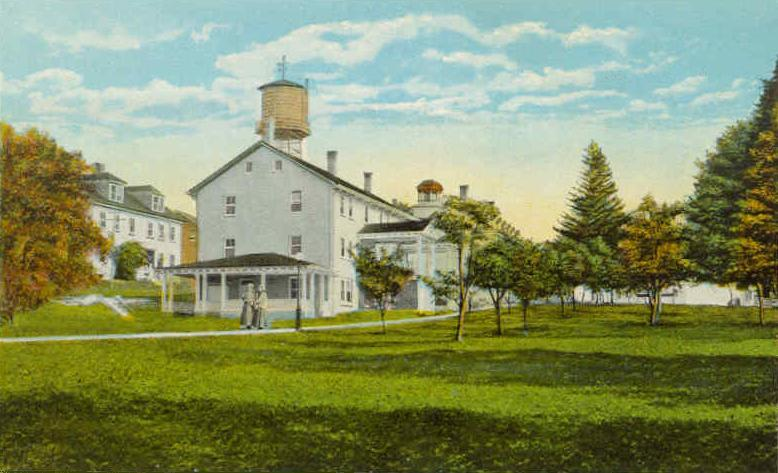
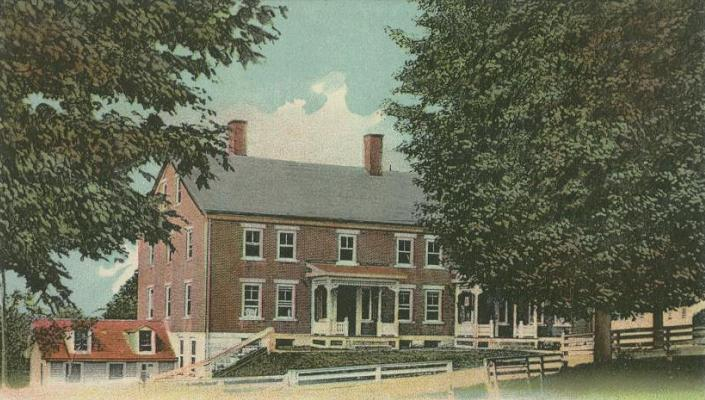
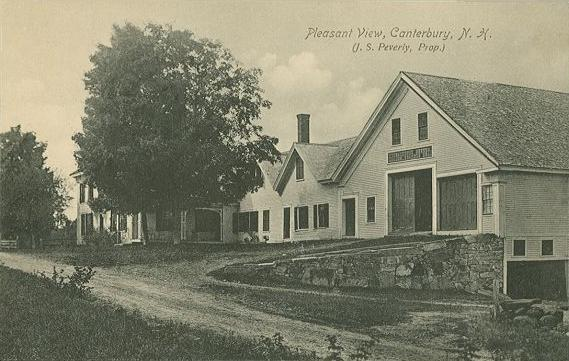
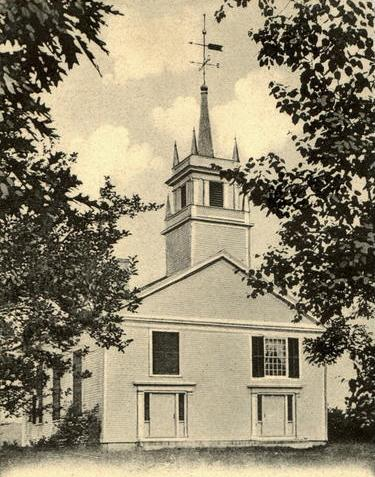

## أعلام
- جون كيمبل
- جوزيف م هاربر